# Geminiano Giacomelli
Geminiano Giacomelli, o Jacomelli (Colorno, 28 maggio 1692 – Loreto, 25 gennaio 1740), è stato un compositore italiano.
Fu nominato nel 1724 maestro di cappella del duca di Parma. 
Dopo la rappresentazione della sua opera intitolata Ipermestra, nel 1724, continuò gli studi con Alessandro Scarlatti nella città di Napoli e divenne uno dei compositori più popolari della sua epoca.
Fra il 1724 e il 1740 compose 19 opere e per molti anni lavorò alla corte imperiale viennese.
La sua opera più celebre è Cesare in Egitto, presentata nel 1735.
Nel 1738 divenne maestro di cappella della Santa Casa di Loreto. Le sue composizioni comprendono opere liriche e musica sacra; concerti con continuo e 8 salmi per tenori e basso.

## Opere liriche
- Ipermestra (Venezia, 1724)
- Scipione in Cartagine (Venezia, 1728)
- Zidiana (Milano, 1728)
- Astianatte  (Alessandria, 1729)
- Gianguir (Venezia, 1729)
- Lucio Papirio dittatore (Parma, 1729)
- Scipione in Cartagine nuova (Piacenza, 1730)
- Semiramide riconosciuta (Milano, 1730)
- Annibale (Roma, 1731)
- Epaminonda (Venezia, 1732)
- Rosbale (Roma, 1732)
- Alessandro Severo (Piacenza, 1732)
- Adriano in Siria (Venezia, 1733)
- Il Tigrane (Piacenza, 1733)
- La caccia in Etolia (Vienna, 1733)
- La Merope (Venezia, 1734)
- Artaserse (Teatro Pubblico di Pisa, 1734)
- Cesare in Egitto (Milano, 1735)
- Nitocri, regina d'Egitto (Roma, 1736)
- Catone in Utica (Teatro Ducale di Milano, 1736)
- Arsace (Prato, 1736)
- Demetrio, dramma per musica in 3 atti, libretto di Pietro Metastasio con Francesco Bernardi "Senesino" (Teatro Regio di Torino, 1736)
- La costanza vincitrice in amore (dramma pastorale per musica - Parma, 1738)
- Achille in Aulide (Teatro Argentina di Roma, 1739)

### Pasticci
- Lucio Papirio dittatore (con musica di Giacomelli ed Händel) (King's Theatre di Londra, 1732)
- Circe (Theatre am Gänsemarkt di Amburgo, 1734)